# کارکس پرائگراکیلیس
کارکس پرائگراکیلیس (نام علمی: Carex praegracilis) نام یک گونه از سرده جگن است.